# Śląsk Cieszyński

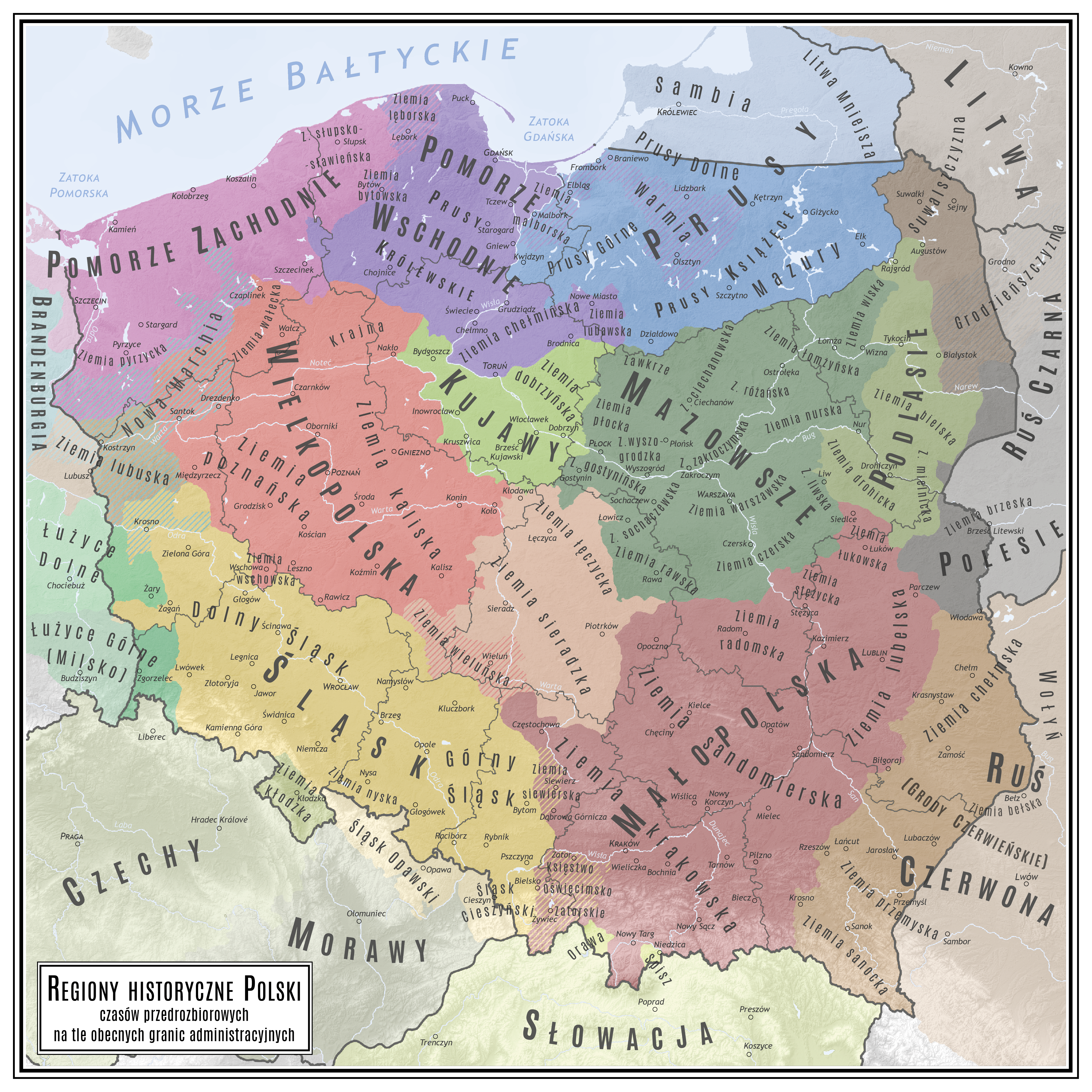
Śląsk Cieszyński i inne krainy historyczne Polski na tle współczesnych granic administracyjnych

Śląsk Cieszyński (cz. Těšínské Slezsko, niem. Teschener Schlesien, śl. Cieszyński Ślōnsk) – kraina historyczna w Polsce i Czechach, obejmująca południowo-wschodnią część Śląska, skupioną wokół miasta Cieszyn i rzeki Olzy. Jego obszar to ok. 2280 km², obecnie teren ten zamieszkuje ponad 800 tysięcy ludzi (463 tysiące po stronie czeskiej plus ok. 350 tysięcy osób po polskiej).

## Historia

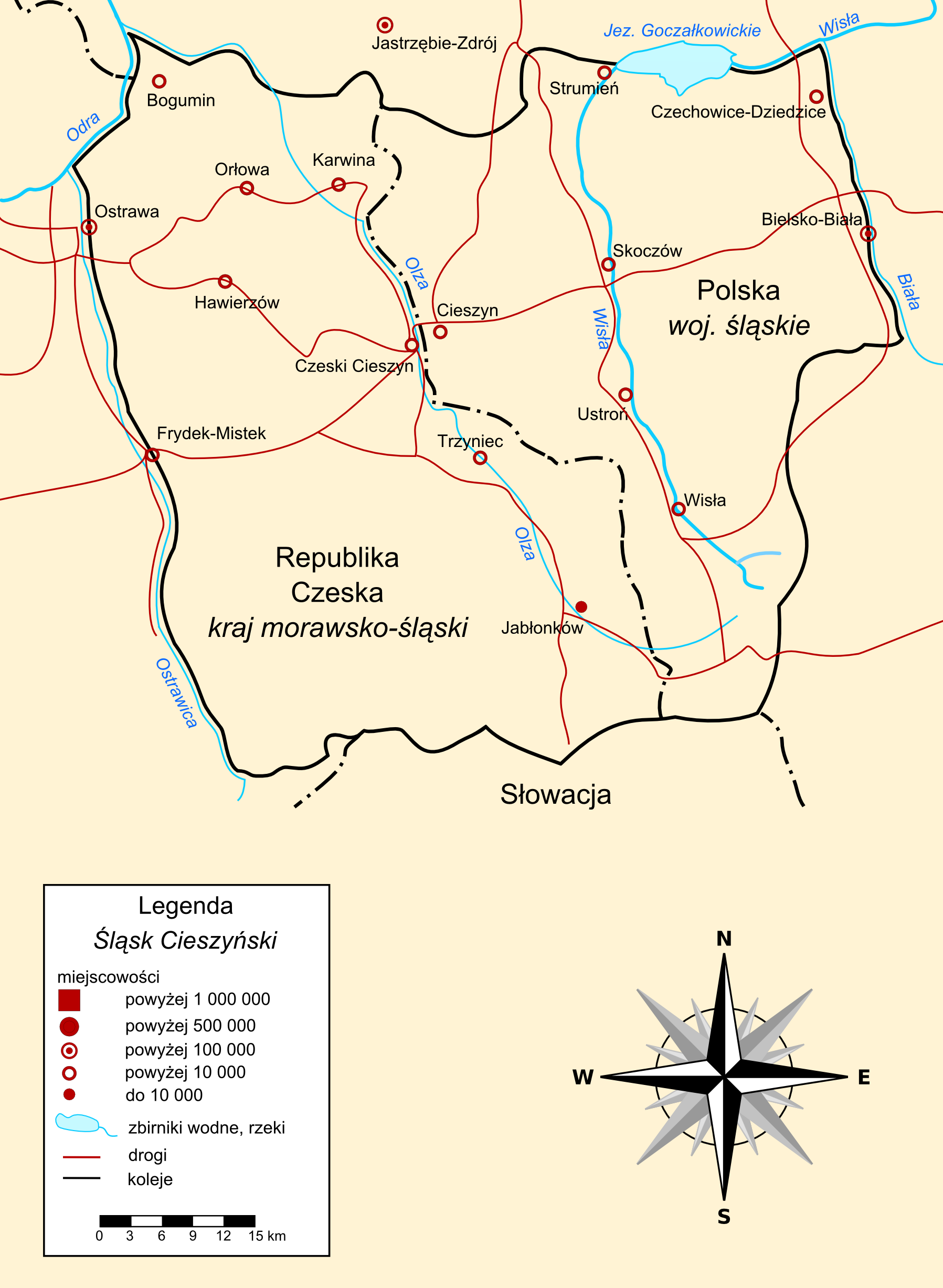
Plan Śląska Cieszyńskiego

Granice regionu ukształtowały się wraz z powstaniem kasztelanii cieszyńskiej po raz pierwszy wzmiankowanej w 1155 roku. Prawdopodobnie od początku kasztelania cieszyńska znajdowała się w granicach diecezji wrocławskiej, która zakreśliła najstarsze granice regionu zwanego później Śląskiem, przed jego politycznym wydzieleniem się w postaci księstwa wrocławskiego (śląskiego). W wyniku postępującego rozdrobnienia feudalnego księstwa wrocławskiego kasztelania ta znalazła się w granicach księstwa opolsko-raciborskiego, protoplasty Górnego Śląska. Powstałe około 1290 roku Księstwo Cieszyńskie było uważane za część Górnego Śląska co najmniej od czasu, kiedy zaczęto używać tego terminu, tj. od połowy XV wieku. Od początku istnienia księstwa w jego granicach znajdowała się część ziemi czadeckiej po rzekę Kysucę, jednak stopniowo przejmowany przez Królestwo Węgier obszar ostatecznie został utracony w połowie XVIII wieku, mimo to przez długi czas autochtoniczna ludność mówiła w gwarze zaliczanej do dialektu śląskiego. Jednocześnie Księstwo Cieszyńskie zaczęło wówczas tracić terytorialną jedność, a na stałe rozpadło się w latach 70. XVI wieku. I wojna śląska w 1742 doprowadziła do oddzielenia regionu granicą państwową od Śląska zajętego przez Królestwo Prus, co doprowadziło z czasem do traktowania przez część literatury Śląska Cieszyńskiego i Górnego jako dwóch osobnych regionów, a według innej części literatury Śląsk Cieszyński znajduje się w historycznych i geograficznych granicach Górnego Śląska. Powstały w 1742 roku Śląsk Austriacki wyraźnie dzielił się na dwie części: zachodnią (opawską) i wschodnią (cieszyńską). Księstwo Cieszyńskie, po nowoczesnych reformach administracyjnych z połowy XIX wieku zostało de facto zredukowane do Komory Cieszyńskiej i stanowiło jedynie część wschodniej części Śląska Austriackiego, stąd nazwa księstwa została stopniowo wyparta przez termin Śląsk Cieszyński obejmujący w dodatku całą wschodnią część Śląska Austriackiego (niem. Ostschlesien), tj. Księstwo Cieszyńskie z pierwszej połowy XVI wieku i Bogumin. Tak ukształtowany ostatecznie region podzielono po raz pierwszy granicą państwową po I wojnie światowej na dwie części, polską i czechosłowacką (dzisiaj czeską).

## Terytorium

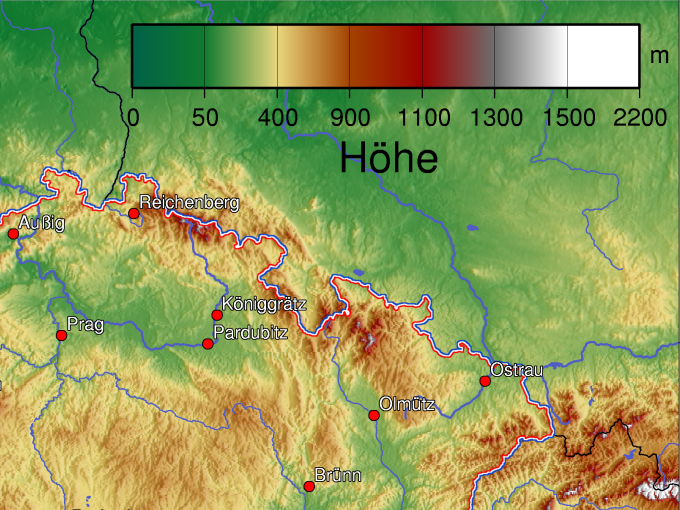
Brama Morawska, nizinne pogranicze czesko-polskie

### Granice geograficzne[9]
- granica północna: wzdłuż rzeki Olzy od ujścia do rzeki Odry w pobliżu Bogumina i dalej na wschód wzdłuż granicy polsko-czeskiej w okolicach pomiędzy Dziećmorowice a Zawadą; następnie linią rzeki Piotrówki do okolicy miejscowości Piotrowice; pomiędzy Piotrowicami w Czechach i miastem Strumień w Polsce granica opiera się jedynie o granice administracyjne, nie geograficzne; od Strumienia granica podąża wzdłuż rzeki Wisły (po części przez Jezioro Goczałkowickie) aż do ujścia rzeki Białej; Od ujścia Olzy do Odry wzdłuż obu rzek południową granicą powiatu wodzisławskiego i dalej na terytorium Polski wzdłuż północnej granicy powiatów cieszyńskiego i pszczyńskiego, a dalej powiatów bielskiego i pszczyńskiego (dodatkowo do Śląska Cieszyńskiego należą południowy fragment powiatu pszczyńskiego: południowa część zbiornika goczałkowickiego, wieś Zabrzeg a także kilka gruntów na południe od Wisły w gminie Goczałkowice-Zdrój);
- granica wschodnia: wzdłuż rzeki Białej przez miasto Bielsko-Biała aż do ujścia dopływowej rzeki Białki; następnie na zachód wzdłuż rzeki Białki pomiędzy miejscowościami Bystra Śląska i Bystra Krakowska do szczytu góry Klimczok; dalej na południe zgodnie z granicą powiatów cieszyńskiego i żywieckiego aż do granicy polsko-słowackiej (do Śląska Cieszyńskiego nie należy południowo-wschodnia część gminy Istebna, czyli przysiółki Koniakowa: Pietraszyna, Kosarzyska i Rupienka)[10];
- granica południowa: wzdłuż granicy państwowej pomiędzy Polską i Słowacją w rejonie Koniakowa, a następnie na zachód wzdłuż granicy pomiędzy Czechami i Słowacją aż do źródeł rzeki Ostrawicy;
- granica zachodnia: wzdłuż rzeki Ostrawicy aż do jej ujścia do rzeki Odry na terenie miasta Ostrawy; dalej na północ wzdłuż rzeki Odry aż do ujścia rzeki Olzy w rejonie Bogumina.

### Przynależność administracyjna

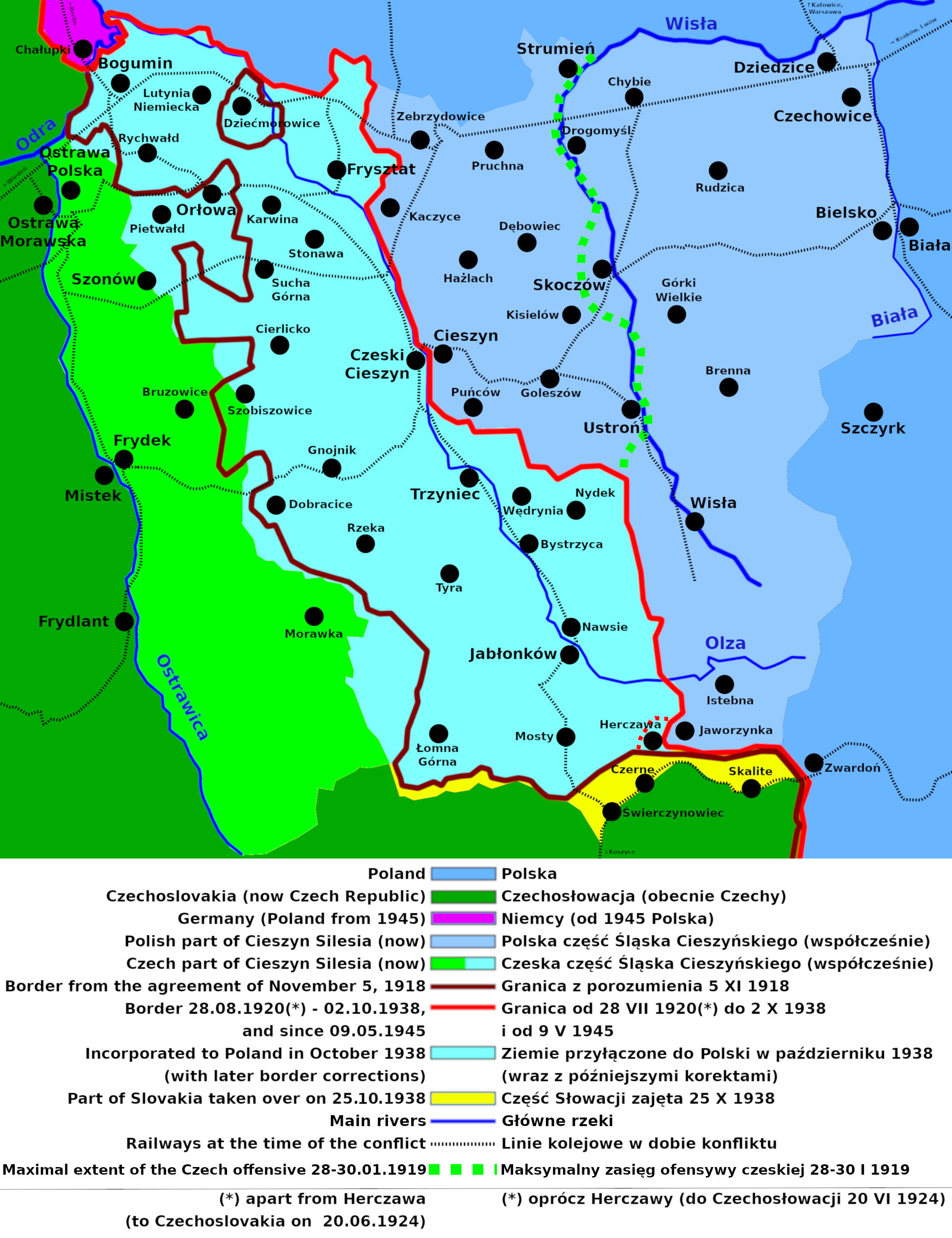
Mapa Śląska Cieszyńskiego i podział jego terytorium

Pod względem administracyjnym na obszar Śląska Cieszyńskiego składają się:
- w części polskiej: powiat cieszyński, zachodnia część powiatu bielskiego oraz zachodnia część miasta Bielsko-Biała na prawach powiatu; cały obszar znajduje się w granicach woj. śląskiego;
- w części czeskiej: powiat Karwina, wschodnia część powiatu Frydek-Mistek, wschodnia część powiatu Ostrawa oraz wschodnia część miasta Ostrawa; cały obszar znajduje się w granicach kraju morawsko-śląskiego.

Granice Śląska Cieszyńskiego przecinają miasta Bielsko-Biała, Frydlant nad Ostrawicą, Frydek-Mistek i Ostrawa oraz wsie Wisła Mała, Goczałkowice-Zdrój, Bystra, Koniaków, Stare Hamry, Ostrawica, Baszka, Łaziska, Wierzniowice i Rzepiszcze.

## Geografia fizyczna
Geograficznie w skład Śląska Cieszyńskiego wchodzą: zachodnia część Pogórza Śląskiego (zwana Pogórzem Cieszyńskim), zachodnia część Beskidu Śląskiego (granica biegła wododziałem Wisły i Soły), wschodnia część Beskidu Morawsko-Śląskiego, północna część Bramy Morawskiej oraz południowo-zachodnia część Kotliny Oświęcimskiej. Śląsk Cieszyński znajduje się na przedłużeniu obniżenia terenu pomiędzy Sudetami i Karpatami (wyznaczającymi granice Polski z Czechami i Słowacją), stanowiącego od najdawniejszych czasów naturalne przejście między tymi dwoma łańcuchami górskimi.
Główne rzeki: Olza, Wisła, Ostrawica, Odra, Biała.
Najwyższe szczyty:
- w części czeskiej: Łysa Góra (cz. Lysá hora) – 1323 m n.p.m. (Beskid Morawsko-Śląski)
- w części polskiej: Barania Góra – 1220 m n.p.m. (Beskid Śląski)

## Osadnictwo

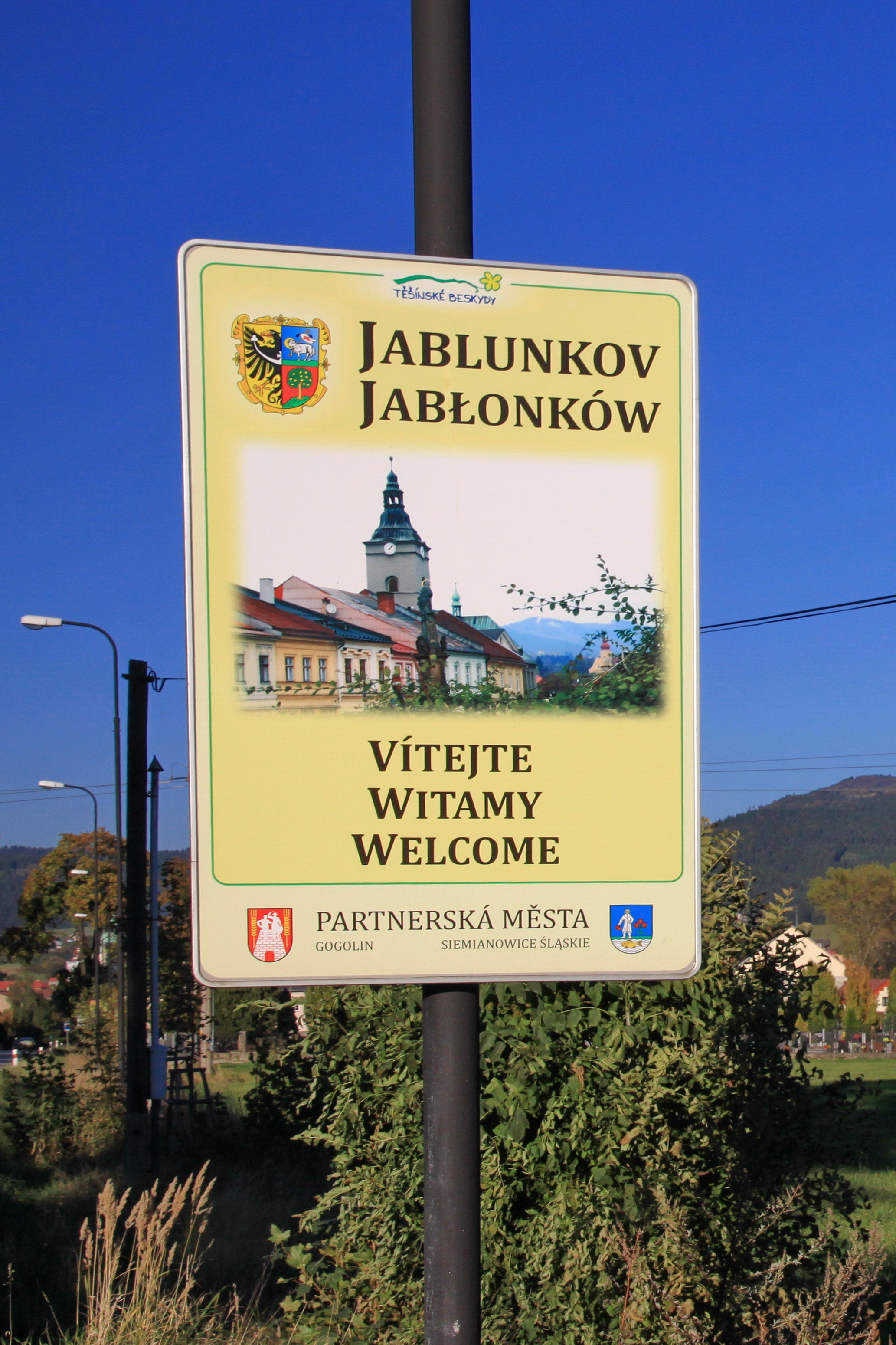
Jabłonków

Sieć osadnicza na Śląsku Cieszyńskim jest nierównomierna. Zasadniczo można wyodrębnić silnie zurbanizowaną, uprzemysłowioną i gęsto zaludnioną część północno-zachodnią oraz słabiej zaludnioną część południową i wschodnią, na którą składają się rejony górskie. W 2001 czeską część Śląska Cieszyńskiego zamieszkiwało ponad 463 tysiące osób, zaś polską stronę w 2008 zamieszkiwało ok. od 347 do 350 tysięcy osób. Ogólna liczba mieszkańców Śląska Cieszyńskiego szacowana może być więc na ok. 810 do 815 tys., a gęstość zaludnienia na ok. 355 do 360 osób/km². Ponad 65% ludności zamieszkuje miasta.
Główne miasta:
- w części polskiej: Cieszyn, Bielsko-Biała (lewobrzeżne do Białej dzielnice w 2007 stanowiące 58% (72,4 km²) i mające 59% (101 508) ludności miasta[4]), Czechowice-Dziedzice, Skoczów, Ustroń, Wisła, Strumień;
- w części czeskiej: Ostrawa (część położona na wschód od rzek Odry i Ostrawicy mająca w 2001 w sumie 27 168 (8,6%) mieszkańców[2]), Karwina, Frydek-Mistek (wschodnia część miasta z historycznym miastem Frydek, mająca w 2001 łącznie 35 726 (58,2%) mieszkańców[2]), Hawierzów, Czeski Cieszyn, Jabłonków, Trzyniec, Bogumin.

## Tożsamość regionalna
Pomimo trwałego rozpadu Księstwa Cieszyńskiego w XVI wieku przez dłuższy czas wśród mieszkańców utrzymywało się wspólne poczucie więzi.
Współcześni mieszkańcy Śląska Cieszyńskiego cechują się bardzo silnym poczuciem tożsamości regionalnej, dotyczy to zarówno polskiej części tego regionu, jak i tzw. Zaolzia przy czym tożsamość ta często konkuruje (jest wypierana a wręcz zaprzeczana) przede wszystkim przez tożsamość góralską w Polsce i zaolziańską w Czechach, natomiast pomimo historycznej przynależności do Górnego Śląska identyfikacja z tym z regionem jest stosunkowo słaba. Jedną z cech charakterystycznych tego regionu był wielki rozwój polskiego ruchu narodowego, który od początku konkurował z tzw. ruchem ślązakowskim, negującym polskość autochtonicznej ludności, a także różnorodność wyznaniowa, charakteryzująca się w głównej mierze, obecnością wyznawców luteranizmu oraz katolicyzmu. Główny ośrodek luterański w Polsce, gdzie żyje ponad połowa spośród około 70 tys. polskich ewangelików tradycji augsburskiej.

## Historia

### Prehistoria
Najstarsze ślady bytności człowieka, gatunku Homo erectus, na obszarze Śląska Cieszyńskiego odnaleziono w Kończycach Wielkich i pochodzą sprzed 783 tys. lat p.n.e. Intensyfikacja osadnictwa przedstawicieli gatunku Homo sapiens nastąpiła wraz z pojawieniem się przedstawicieli kultury graweckiej. Pierwsze społeczności rolnicze pojawiły się tu dopiero w IV tysiącleciu p.n.e. i związane są z późną kulturą lendzielską, zidentyfikowaną w trzech stanowiskach: Krasnej, Gumnach i Kisielowie. Bardzo nieliczne są znaleziska z epoki brązu a ziemia cieszyńska pełniła wówczas raczej rolę komunikacyjną. Sytuacja zmieniła się pod koniec tej epoki i na początku epoki żelaza, kiedy to powstała sieć osadnicza kultury łużyckiej. Wtedy to powstały osiedla m.in. w Kocobędzu (tzw. Stary Cieszyn), na Górze Zamkowej w Cieszynie, na Tule, w Wędryni. W okresie przedrzymskim tutejsze osadnictwo znalazło się w strefie wpływów celtyckich (kultura puchowska). Luźne znaleziska z okresu wpływów rzymskich świadczą o przebiegu dalekosiężnych szlaków handlowych, a powierzchniowe ślady dużych osad z tych czasów odnaleziono w Łazach i Kowalach, brak jednak przeprowadzonych badań wykopaliskowych nie pozwala na przypisanie ich konkretnym kulturom.

### Średniowiecze

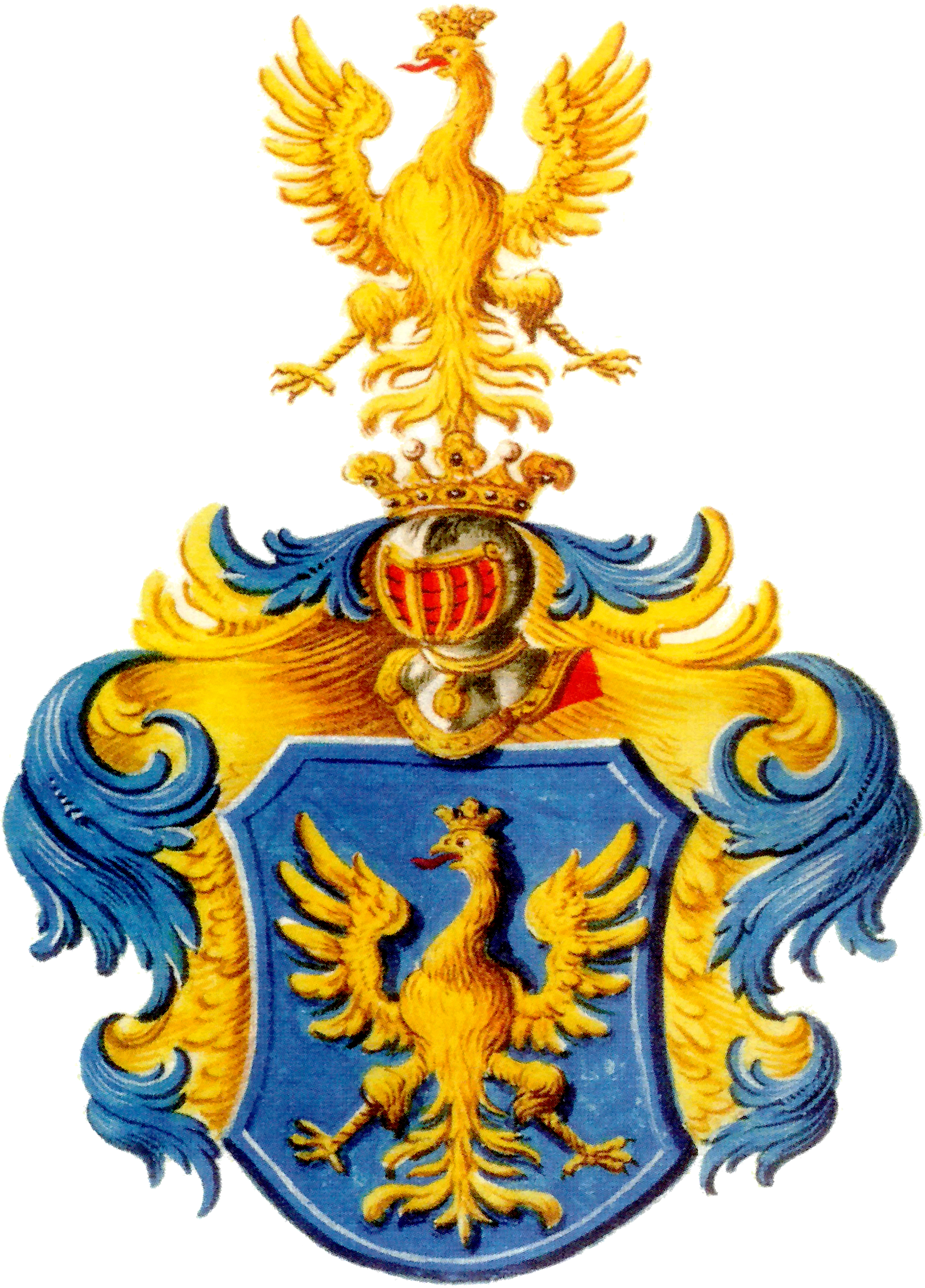
Herb Piastów cieszyńskich; jednocześnie herb Księstwa Cieszyńskiego za ich panowania

Po okresie wielkiej wędrówki ludów obszar Śląska Cieszyńskiego zamieszkiwało słowiańskie plemię Golęszyców. Ziemia cieszyńska stanowiła południowo-wschodnią część ich terytorium, z głównym grodem w Kocobędzu oraz uzupełniającym go grodziskiem w Międzyświeciu. W latach 80. lub na początku lat 90. IX wieku zniszczeniu uległ gród w Kocobędzu, po czym tutejsze centrum osadnicze przeniosło się na wzgórze po drugiej stronie Olzy na Górę Zamkową w Cieszynie. W 907 roku w wyniku najazdów madziarskich upadło państwo wielkomorawskie, po czym tereny gołęszyckie mogły przejść w orbitę wpływów czeskich. U schyłku X wieku tereny zamieszkiwane przez Golęszyców stanowiły pole rywalizacji państw Piastów i Przemyślidów czeskich. W 1155 roku po raz pierwszy wymieniona została kasztelania cieszyńska, stanowiąca część dzielnicy śląskiej i fundament terytorialny dla powstałego w 1290 roku księstwa cieszyńskiego rządzonego przez miejscową linię Piastów do 1653 roku, a w 1327 zhołdowanego Czechom. Po powstaniu nowego księstwa za panowania jego pierwszego władcy nastąpiła wielka akcja osadnicza, podczas której powstało około siedemdziesiąt nowych miejscowości wymienionych następnie w księdze Liber fundationis episcopatus Vratislaviensis.

### Nowożytność

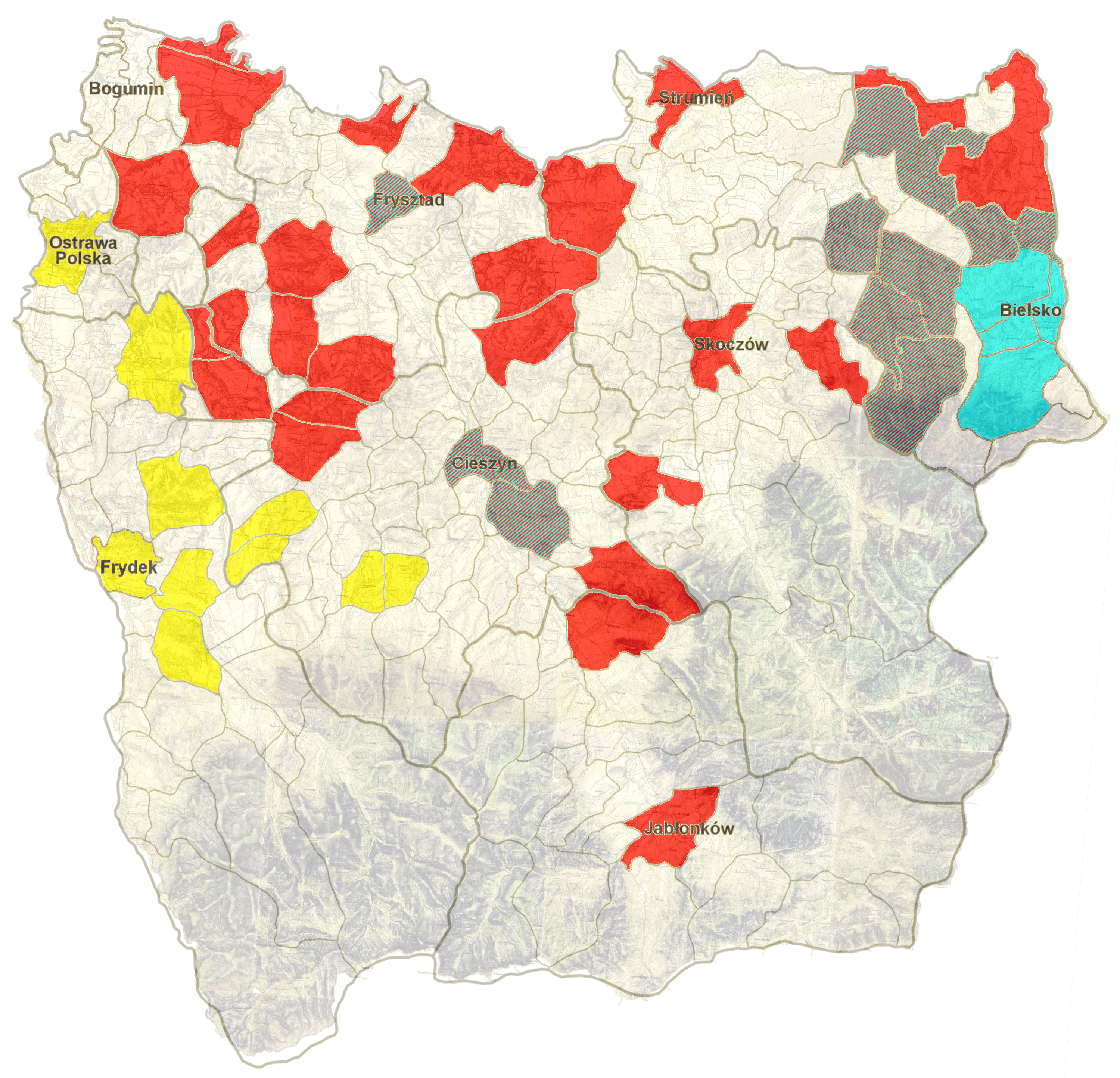
Języki kazań w parafiach katolickich na Śląsku Cieszyńskim w XVII wieku;
- czerwony – polski,
żółty – morawski/czeski,
niebieski – niemiecki,
szachowany – polski i niemiecki.

Jako organizm kulturowo-społeczny i gospodarczy utrwalił się pod władzą dynastii Habsburgów. W 1526 władzę w Królestwie Czech, a więc i nadwładzę nad księstwem cieszyńskim przejęli Habsburgowie. W latach 70. XVI wieku z powodu kłopotów finansowych cieszyńscy książęta sprzedali część swych dóbr, m.in. Bielsko i Frydek, przez co region Śląska Cieszyńskiego utracił administracyjną jedność. Po wymarciu Piastów w 1653 władzę w imieniu Habsburgów przejęli desygnowani namiestnicy. Zasadnicza zmiana nastąpiła w roku 1766, kiedy to cesarzowa Maria Teresa Habsburg podarowała swej córce Marii Krystynie oraz jej mężowi Albertowi Saskiemu Księstwo Cieszyńskie jako niepodzielne lenno. Jednym z wyróżników tych ziem w stosunku do Górnego Śląska była znaczna rola jaką wśród ludności pełniło wyznanie ewangelicko-augsburskie po okresie kontrreformacyjnym oraz fakt pozostania Śląska Cieszyńskiego w Monarchii Habsburgów po zakończeniu wojen śląskich. W okresie rozbiorów napłynęła tu masowo ludność polska z Galicji, głównie do szybko rozwijającego się Ostrawsko-Karwińskiego Zagłębia Węglowego, które wkrótce urosło do największego tego typu obszaru w Cesarstwie Austriackim.

Śląsk Cieszyński oraz Śląsk Opawski (11) w monarchii Austro-Węgierskiej

Mimo niedokładności i braku obiektywizmu w ówczesnych spisach powszechnych (na przełomie XIX i XX wieku) zarówno w 1890, jak i w 1900 roku polskojęzyczna ludność tego obszaru stanowiła 60,6% ogółu mieszkańców, natomiast w roku 1910 w wyniku nasilonej germanizacji i czechizacji odsetek ten zmniejszył się do 54,8%, wobec 27,1% czesko- i 18 niemieckojęzycznej.

### Po Wiośnie Ludów

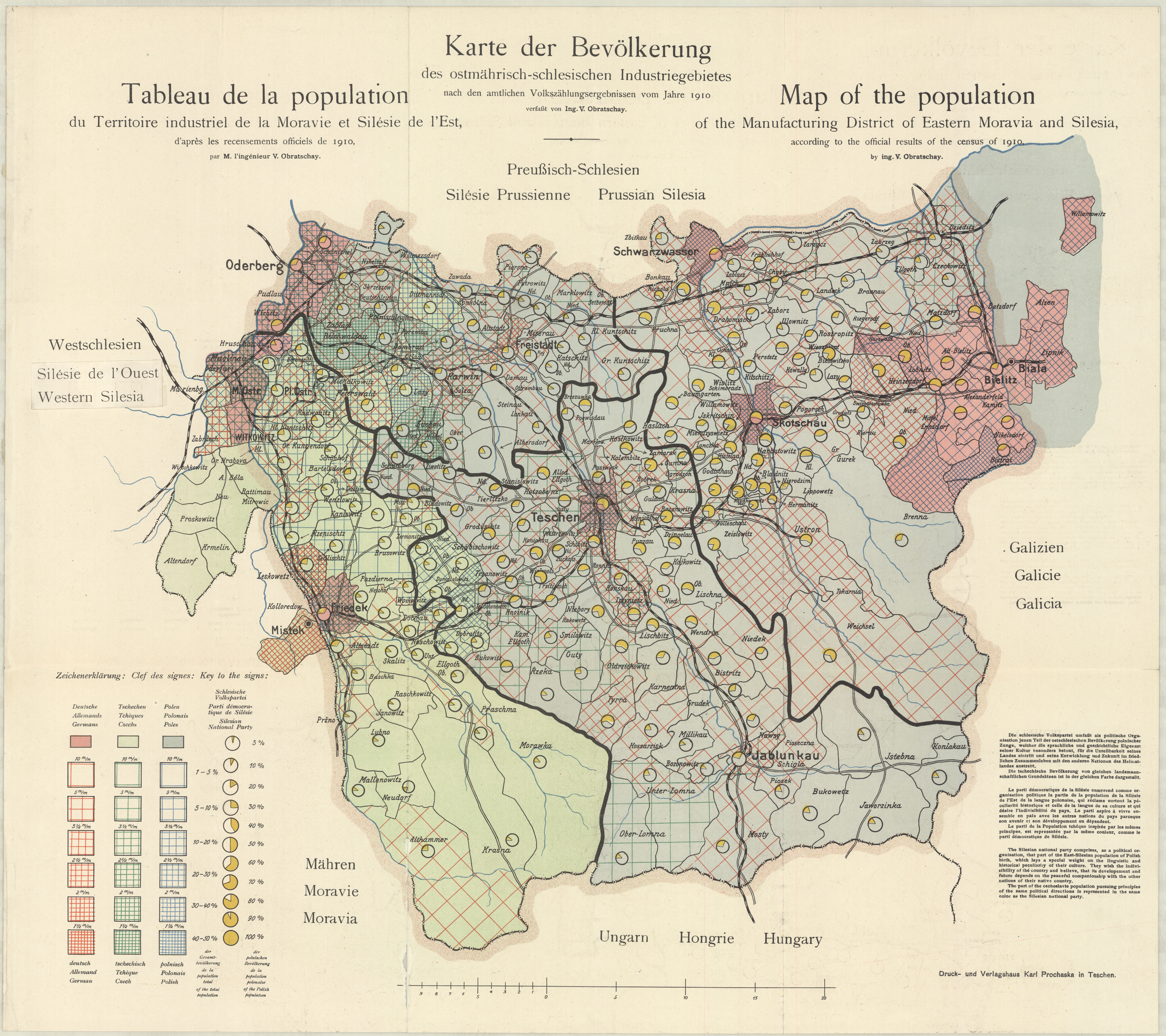
Ludność Śląska Cieszyńskiego na początku XX wieku, polsko-, czesko- i niemieckojęzyczna i Ślązakowcy

Na Śląsku Cieszyńskim (w tym na późniejszym Zaolziu) po Wiośnie Ludów nastąpił wzrost świadomości narodowej i politycznej. Pierwszym polskim aktywistami byli Paweł Stalmach i Andrzej Cinciała (skupieni wokół „Tygodnika Cieszyńskiego”), którzy m.in. walczyli o urzędowy język polski. Później działali tu także: ks. Józef Londzin – redaktor „Gwiazdki Cieszyńskiej”, czasopisma umacniającego świadomość narodową Polaków i walczącego o ich prawa, ks. Ignacy Świeży – współzałożyciel Związku Ślązaków Katolików i Macierzy Szkolnej dla Księstwa Cieszyńskiego, ks. Franciszek Michejda – współzałożyciel „Dziennika Cieszyńskiego” oraz redaktor „Przeglądu Politycznego”, Jan Michejda – współzałożyciel Macierzy Szkolnej dla Księstwa Cieszyńskiego, oddziału Polskiego Towarzystwa Gimnastycznego „Sokół” i wielu szkół, Adam Sikora – księgarz i urzędnik, fundator parku w Cieszynie, Jan Kubisz – poeta, autor wiersza „Do Olzy” (lub inaczej: „Płyniesz Olzo”) uważanego za hymn Śląska Cieszyńskiego (w szczególności Zaolzia), Jerzy Cienciała – współzałożyciel i pierwszy kierownik klubu sportowego „Sokół Wicher” w Wędryni, Adam Cienciała – działacz społeczny, i wielu innych. Ponadto Józef Kiedroń – inicjator powstania Rady Narodowej Księstwa Cieszyńskiego i autor jednego z projektów przyłączenia Księstwa Cieszyńskiego w kształtujące się nowe granice Polski, Paweł Bobek – działacz oświatowy, oraz Józef Farny – nauczyciel i pomolog.
W tym samym czasie postępowała industrializacja i germanizacja miast, wzrost aktywności czeskiej i socjalistycznej w zagłębiu karwińskim oraz rozwój ruchu ślązakowskiego, w szczególności wśród ewangelików w okolicy Skoczowa.

### I wojna światowa

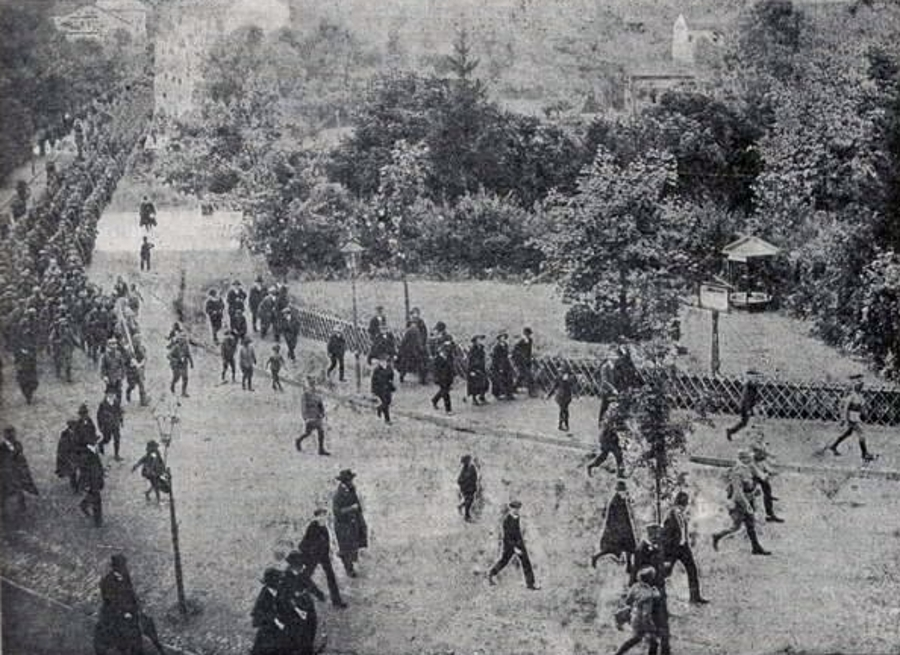
Wymarsz Legionu śląskiego z Cieszyna w 1914 roku.

W okresie I wojny światowej w Cieszynie utworzono Legion Śląski rekrutujący się z 600 ochotników z terenów Śląska Cieszyńskiego, który w ramach II Brygady Legionów pod dowództwem gen. Józefa Hallera uczestniczył we wszystkich kampaniach wojennych w Karpatach i Besarabii, na Bukowinie i Wołyniu. Legioniści brali udział między innymi w bitwie pod Mołotkowem oraz w bitwie pod Kostiuchnówką, gdzie poległ dowódca kompanii, porucznik Jan Łysek.

### Dzieje po I wojnie światowej

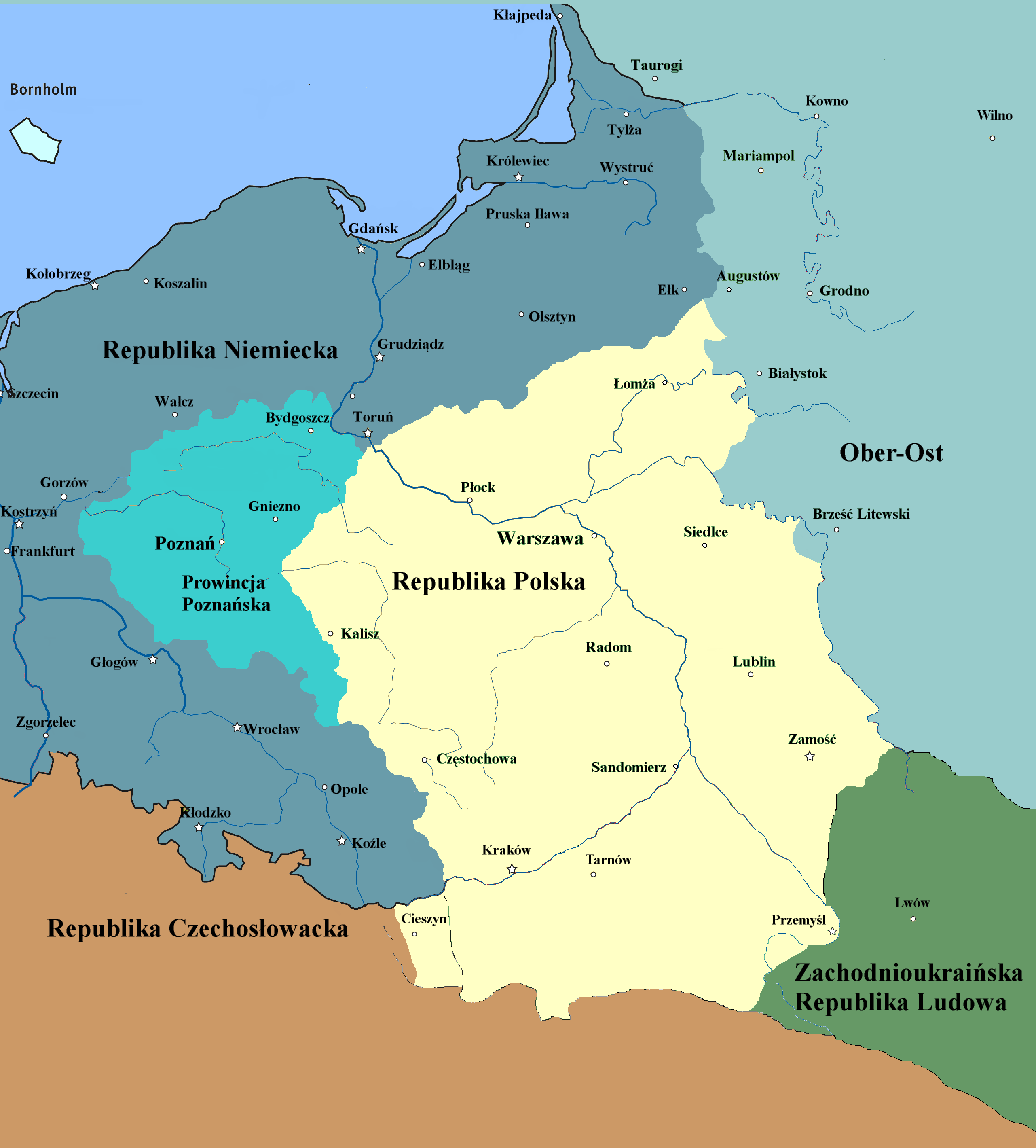
Republika Polska w połowie listopada 1918 roku

Po zakończeniu I wojny światowej pretensje do Śląska Cieszyńskiego zgłosiły Polska oraz Czechosłowacja. Pomimo wcześniejszych ustaleń co do podziału tego rejonu wzdłuż granic etnicznych, 23 stycznia 1919 roku wojska czechosłowackie przekroczyły linię demarkacyjną i zaatakowały nieliczne oddziały polskie. Rząd Czechosłowacji tłumaczył swoją akcję koniecznością zapobiegnięcia przeprowadzeniu wyborów do Sejmu na terenach, o przynależności których decyzja miała dopiero zapaść. Ofensywa zatrzymała się na linii Wisły 31 stycznia, kiedy nastąpiło zawieszenie broni po bitwie pod Skoczowem. 3 lutego 1919 r. zawarto porozumienie, na mocy którego ustalono nową linię demarkacyjną (wzdłuż linii Kolei Koszycko-Bogumińskiej). Ostatnie walki były podjęte przez stronę czeską między 21 a 24 lutego. 25 lutego wojsko polskie wkroczyło do Cieszyna.
Na początku 1920 roku miała miejsce nieudana próba przeprowadzenia plebiscytu na Śląsku Cieszyńskim. Ostatecznie decyzją Rady Ambasadorów z 28 lipca 1920 roku podzielono region (i Cieszyn) pomiędzy oba kraje (w przybliżeniu wzdłuż rzeki Olzy). Polska otrzymała ok. 1002 km² (czyli 44%), a Czechosłowacja ok. 1280 km² (tj. 56%). Po stronie czechosłowackiej pozostała duża ilość (ok. 150 tys.) ludności polskiej, stanowiącej wtedy większość na rozległych obszarach tzw. Zaolzia, z kolei po stronie polskiej znalazły się miejscowości, w których część mieszkańców była nastawiona pro-czechosłowacko (a właściwie uznawała je za mniejsze zło od Polski; był to m.in. rejon Wisły, Goleszowa i Skoczowa) oraz niemieckie wyspy językowe (Bielsko i okoliczne wsie oraz w mniejszym stopniu Strumień).
2 października 1938 roku wojska polskie zajęły większość terenów czechosłowackiego Śląska Cieszyńskiego (Zaolzie). Nastąpiło to następnego dnia po tym, jak oddziały niemieckie wkroczyły do Czechosłowacji i zajęły Kraj Sudetów (Sudetenland). Był to dalszy ciąg tzw. „upadku Czechosłowacji”, rozpoczętego zawarciem przez Niemcy, Włochy, Wielką Brytanię i Francję 30 września 1938 r. układu monachijskiego i aneksji przez hitlerowców Kraju Sudetów.
Po zakończeniu II wojny światowej w 1945 r. przywrócono granicę sprzed roku 1938, choć obszar ten jeszcze przez dłuższy czas pozostawał terenem spornym. Dopiero w 1958 roku Polska i Czechosłowacja podpisały porozumienie zatwierdzające granicę ustaloną w 1920 r. Po podziale Czechosłowacji w 1993 roku Zaolzie znalazło się w granicach Czech.

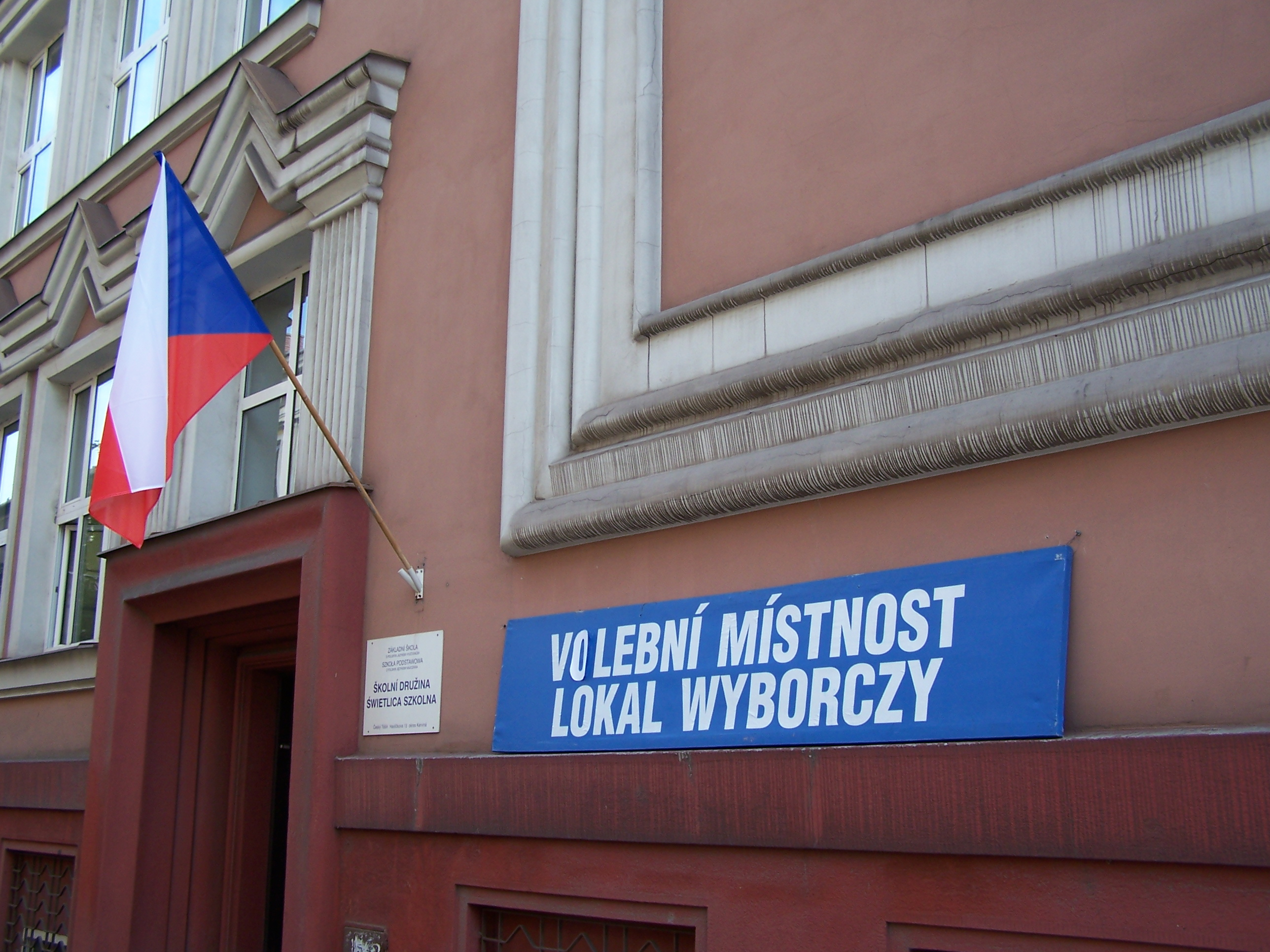
Czeski Cieszyn

### Dzieje współczesne
22 kwietnia 1998 powstał Euroregion Śląsk Cieszyński, jednak jego obszar nie pokrywa się z historycznymi ziemiami Śląska Cieszyńskiego, gdyż włączono do niego m.in. Jastrzębie-Zdrój, a część terenów należy do Euroregionu Beskidy.
21 grudnia 2007 roku, wraz z wejściem Polski, Czech i Słowacji do Układu z Schengen, na granicach tych trzech państw zniesiona została kontrola graniczna.

## Produkty regionalne
- Miodula
- Necówka
- Tatarczówka skoczowska
- Ciasteczka cieszyńskie